# Madrid Me Mata
Madrid Me Mata fue una revista de la Movida madrileña creada, diseñada y dirigida por Oscar Mariné. En el equipo editor participaban además Moncho Alpuente (textos), Jordi Socías (fotografía), Pepo Fuentes (sección de música) y Juan Antonio Moreno (sección de diseño).
De periodicidad mensual, se publicaron en total dieciséis números entre los años 1984 y 1985.